# 天津警察学院
天津警察学院位于天津市西青区精武镇陈台子路，始建于1949年1月，是天津市公安局主管、业务上接受天津市教育委员会指导的本科层次普通高等院校，是天津市唯一一所公安院校。天津公安警官职业学院的历史可以追溯至1949年1月成立的天津市公安学校。

## 历史
1949年1月，解放军接管天津后，天津市公安学校成立。
1981年，该校分为承办成人培训教育的天津市公安学校和承办中专层次学历教育的天津市人民警察学校。2001年，两校合并为承办专科层次学历教育的天津公安警官职业学院。
2011年5月，天津市政法管理干部学院并入该校。2012年，该校拟升格为本科学历层次教育的天津警官学院，未获通过。
2025年6月9日，升格为本科层次的天津警察学院。

## 校友
- 李宝金，曾任天津市人民检察院检察长、中共天津市委政法委副书记、天津市公安局副局长等。